# Bailly (Oise)
Bailly település Franciaországban, Oise megyében. Lakosainak száma 605 fő (2022. január 1.). Bailly Carlepont, Chiry-Ourscamp, Pimprez, Saint-Léger-aux-Bois, Tracy-le-Mont és Tracy-le-Val községekkel határos.

## Népesség
A település népességének változása:
| Lakosok száma | 647  | 642  | 652  | 636  | 629  | 622  | 615  | 609  | 605  |
|               | 2013 | 2015 | 2016 | 2017 | 2018 | 2019 | 2020 | 2021 | 2022 |